# Trofiegraad
| Trofiegraden     |
| ---------------- |
| hypertrofie      |
| eutrofie         |
| meso-eutrofie    |
| mesotrofie       |
| meso-oligotrofie |
| oligotrofie      |

De trofiegraad (Grieks: τροφη = voeding) geeft de hoeveelheid beschikbare minerale nutriënten voor organismen aan in een bepaald milieu; veelal gaat om de beschikbare nutriënten in de bodem of in water. Dikwijls wordt de trofiegraad bepaald door de aanwezigheid van de voedingsstoffen nitraat en fosfaat. Deze stoffen zijn belangrijk voor de voeding van planten. Binnen de trofie is er een schaalverdeling.

## Land
Voor de biologische beoordeling van de trofiegraad voor plantengemeenschappen worden wel de af- en aanwezigheid van indicatorplanten en de indicatorwaarden volgens Ellenberg gebruikt.

## Water
Voor de biologische beoordeling van oppervlaktewater wordt vaak de trofiegraad samen met de saprobie (de hoeveelheid afbreekbaar organische stof) gebruikt.
Voor zoet oppervlaktewater is er een indeling in enkele categorieën voor de voedselrijdom in oligotroof, mesotroof, eutroof en hypertroof water.
- Oligotroof oppervlaktewater bevat weinig voedingsstoffen (nutriënten) en er zal weinig plantengroei en algengroei plaatsvinden. Het water is helder en na de zomer is de verzadiging met zuurstof 70%.
- Mesotroof oppervlaktewater bevat meer nutriënten dan oligotroof water. Het water is nog steeds helder. In het water groeit echter wel fytoplankton. Na de zomer is de verzadiging met zuurstof 30 tot 70%.
- Eutroof oppervlaktewater is rijk aan nutriënten, bijvoorbeeld fosfaten. Hierdoor kan fytoplankton zich sterker vermeerderen. De transparantie van het water neemt hierdoor af. In het hypolimnion van het water bevindt zich nauwelijks zuurstof. Het epilimnion is oververzadigd met zuurstof door de fotosynthese van de algen en waterplanten.
- In hypertroof (of polytroof) oppervlaktewater is in de zomer door de algengroei de zuurstofvoorraad grotendeels verbruikt. Door het lage zuurstofgehalte treedt er vaak vissterfte op.